# Кадыров, Зайдулла
Зайдулла Кадыров (1886 — ?) — участник революционного движения в Сулюкте. Член РКП(б) с 1918 года.

## Биография
Родился 1886 году. Работал забойщиком в Юзовке Бахмутского уезда Екатеринославской губернии. Состоял в социал-демократической организации, а после её разгрома осел в Сулюкте. Работал на угольных копиях Сулюкты. С 1912 по 1917 год принимал участие в стачках сулюктинских шахтёров.
В марте 1917 года был один из создателей социал-демократической группы на одном из рудников, участвовал в её большевизации. В 1917 году был председателем Совета рабочих Сулюкты, являлся делегатом учредительных съездов уполномоченных по созданию профсоюза «Горнорабочий», входил в состав Сулюктинского заводского комитета .
В 1918 году вступил в коммунистическую партию. С 1918 по 1920 год являлся членом управления национализированными копями Сулюкты, являлся организатором большевистских групп и ячеек в Сулюктинском районе, входил в президиум Сулюктинского райкома РКП(б) Туркестана.
В 1921 году был назначен ответственным секретарём Сулюктинского райкома партии.
Дальнейшая судьба неизвестна.